# 雀部重良
雀部 重良（ささべ しげよし、天正19年（1591年） - 寛文10年10月8日（1670年11月20日）は、江戸幕府旗本。雀部重政の子。母は佐野綱正の娘。新六。重利。室は甲斐庄正房の娘。
父の重政は、文禄4年7月15日、高野山で豊臣秀次の介錯をしたのちに殉死した。重良は外祖父佐野綱正に養育され、慶長7年（1602年）徳川家康に小姓として召し出され旗本となり、慶長10年近江国野洲郡に800石を賜った。大坂の陣両陣に従軍し、家康没後は書院番となり、元和8年徳川家光に附けられたのち、職を辞して寄合となる。寛文10年80歳で没す。江戸小石川の光岳寺（現在は調布市に寺が移っている）に葬られた。長男の重矩はすでに没していたので、次男の重羽（しげのぶ）が家督を継いだ。子女はほかに青木義継室、深津政武室、武藤安通室、三宅定致室がいる。